# Rai Premium
Rai Premium è un canale televisivo tematico italiano edito dalla Rai. È attivo dal 2003 come canale a pagamento, e dal 2009 come canale gratuito.

## Storia

### Gli anni su Sky Italia
Il canale venne lanciato il 31 luglio 2003 con il nome di RaiSat Premium, in occasione della riorganizzazione del bouquet di canali RaiSat per la nascita di Sky Italia. Il nuovo canale era visibile solo a pagamento via satellite su Sky sulla numerazione 122, in esclusiva per gli abbonati della piattaforma, insieme a quasi tutti i canali all'epoca gestiti da RaiSat, con le uniche eccezioni di Rai Nettuno Sat Due e Rai Nettuno Sat Uno, che all'epoca erano disponibili via satellite gratuitamente. Nel corso di questi sei anni, il canale trasmette quasi esclusivamente fiction televisive, e quasi tutte in replica.

### Il passaggio al digitale terrestre
Il 31 luglio 2009 termina il contratto tra RaiSat e Sky Italia e la rete esce dal bouquet Sky, lasciando il posto al canale femminile Lady Channel; di conseguenza da quella stessa data, RaiSat Premium diventa un canale gratuito, ed è visibile sul digitale terrestre nelle zone coperte dal RAI Mux A. La sua frequenza satellitare viene però mantenuta, poiché il canale si sposta da Sky alla debuttante piattaforma gratuita tivùsat, nata con l'obiettivo di diffondere via satellite gli stessi canali del digitale terrestre.
Da quel momento, il canale comincia a trasmettere, negli spazi pubblicitari, in formato 16:9.
Il 18 maggio 2010 il canale cambia logo e nome in Rai Premium. Il 26 novembre il canale confluisce nella nuova direzione Rai Gold, che si occupa anche di Rai Movie. Il 19 dicembre 2011 il canale rinnova la propria veste grafica, cambio già anticipato da alcuni promo in onda su tutti i canali Rai.
Nell'agosto 2015 subisce un ulteriore restyling, adottando un nuovo motto: Emozioni che vuoi rivivere (quello precedente era "Il canale per veri affictionati"). Ciò per via del parziale cambio di programmazione di Rai Premium, ossia l'aggiunta di repliche dei programmi Rai andati in onda nel corso della settimana (come faceva Rai Extra fino al 2010) o di trasmissioni passate (come I migliori anni) oltre alle fiction Rai già in palinsesto. Nel restyling è inclusa anche una nuova veste grafica dei bumper di apertura e chiusura degli spot, seguendo le tracce dei nuovi bumper degli altri canali Rai.
Dal 26 maggio 2016, il canale inizia a trasmettere in alta definizione sulla piattaforma satellitare tivùsat.
Dal 19 settembre viene diffuso anche in alta definizione anche sul digitale terrestre sul Mux 5. Con il cambio di emissione avvenuto nello stesso periodo, il canale ha cominciato a trasmettere le storiche fiction e serie tv in formato immagine 4:3 in 16:9 pillarbox, assieme a Rai Movie e agli altri canali Rai digitali terrestri che hanno avviato nel corso dell'anno le trasmissioni HD su Tivùsat.
Il 10 aprile 2017 Rai Premium rinnova logo, grafiche e colori, passando dal verde scuro al blu ceruleo.
Il 20 ottobre 2021 la versione in definizione standard sul digitale terrestre passa alla codifica MPEG-4, rimanendo visibile solo su dispositivi HD. Inoltre, a causa della riorganizzazione dei multiplex, la versione in HD resta disponibile solo su Tivùsat.
Il 14 dicembre 2021, a seguito della riorganizzazione delle frequenze, viene eliminata da Tivùsat la versione in SD.

### L'ipotizzata chiusura
Il 15 aprile 2019 la Rai ha rilasciato un comunicato stampa ufficiale nel quale si annunciava un progetto di fusione tra il canale e Rai Movie al fine di creare una nuova emittente con una programmazione al femminile, Rai 6, nel quadro di una riorganizzazione dell'offerta televisiva dell'azienda. L'annuncio ha scatenato non poche polemiche, che hanno portato alla creazione di una petizione sulla piattaforma Change.org che ha raccolto più di 150.000 firme. Il progetto, tuttavia, non ha avuto seguito e la realizzazione del nuovo canale è stata sospesa in attesa di un più chiaro programma editoriale. 

## Palinsesto
Inizialmente il canale trasmetteva alcuni programmi televisivi della Rai del passato. Tra gli eventi speciali, in occasione del cinquantenario dell'inizio delle trasmissioni televisive italiane, l'emittente ha proposto una retrospettiva di monografie dedicata ciascuna ad ogni stagione televisiva dal 1954 al 2004. Il canale, in occasione del 150º anniversario dell'Unità d'Italia nel 2011, ha invece proposto un ciclo di repliche sulle fiction dedicate a questo avvenimento. Essendo il canale dedicato principalmente alla fiction, Rai Premium segue le varie edizioni del Roma Fiction Fest, inoltre trasmette i backstages delle fiction Rai in produzione.
Attualmente Rai Premium è principalmente una catch-up TV, poiché trasmette in replica svariate produzioni televisive realizzate da Rai Fiction, assieme alla riproposizione di alcuni dei programmi TV del recente palinsesto delle principali reti Rai. Dal 1º aprile 2012 Rai Premium trasmette anche dei brevi notiziari realizzati dalla redazione di Rai News.
Tra le poche produzioni del suo palinsesto in prima visione, nel 2006 ha trasmesso la serie TV spagnola Mujeres, mentre nel 2012 ha trasmesso parte della miniserie TV Zodiaco - Il libro perduto. Nell'estate del 2015 viene trasmessa la miniserie Isola Margherita, girata nel 1993 ma rimasta inedita per 22 anni. Il canale realizza inoltre alcuni programmi d'approfondimento dedicati al mondo della serialità TV e dello spettacolo, come Fictionmania, Fiction Magazine e Uniche ; tra i principali conduttori di Rai Premium, figurano Arianna Ciampoli, Francesca Fialdini, Tiberio Timperi, Marco Liorni, Monica Leofreddi, Maurizio Costanzo, Max Tortora, Ettore Bassi, Perla Pendenza e Roberta Capua.

### Programmi televisivi
- Festival di Sanremo (2009-in corso)
- Festival di Castrocaro
- Sanremo Giovani
- I migliori anni
- Tale e quale show (2016-in corso)
- Eurovision Song Contest
- Dieci cose
- Nemicamatissima
- Cavalli di battaglia
- Standing ovation
- Sogno e son desto
- Così lontani così vicini
- Attori e divi italiani
- Superquark
- Ulisse - Il piacere della scoperta
- Made in Sud
- Fatti unici (repliche della prima edizione, andata in onda dapprima su Rai 2 e seconda edizione, che andrà in onda integralmente su questo canale)
- Autoritratti: i protagonisti della fiction
- CultFiction
- Fiction Magazine
- Fictionmania
- I love you - Ama! ...e fa' ciò che vuoi
- Hot Settanthot
- Memory
- Mr. Premium
- Swing
- Rischiatutto
- Boss in incognito
- Parliamone
- Amore criminale
- La prova del cuoco (Solo repliche edizione 2019-2020)
- Cani eroi
- Brava!
- Stasera tutto è possibile
- Ballando con le stelle (2019-in corso)
- Caro Diego
- BellaMa' (2022, solo una settimana)
- Elisir (2022 - febbraio 2023)
- Storie italiane

### Fiction televisive
- Una famiglia per caso (non più in onda)
- Mio figlio (non più in onda)
- Come fai sbagli (non più in onda)
- Sottocasa (non più in onda)
- Betty la fea (non più in onda)
- Commesse
- Compagni di scuola
- Disokkupati
- Ecomoda
- I ragazzi del muretto
- La squadra
- Linda e il brigadiere
- Law & Order - I due volti della giustizia (non più in onda) (stagioni 16-20)
- Piloti
- Tutti pazzi per amore
- Isabel (prima tv)
- La gloria e l'amore (prima tv)
- Non uccidere (prima tv episodi 24-36)
- Incantesimo
- Mujeres
- Marie Brand
- Rex (in onda)
- Il commissario Rex (non più in onda)
- Zodiaco - Il libro perduto
- Un medico in famiglia
- Don Matteo
- Provaci ancora prof!
- Un passo dal cielo
- Che Dio ci aiuti
- Il giovane Montalbano
- Questo nostro amore
- Braccialetti rossi
- Una pallottola nel cuore
- È arrivata la felicità
- Il paradiso delle signore
- Un ciclone in convento
- L'ispettore Coliandro
- Tutto può succedere
- I Medici
- Sorelle
- La porta rossa
- La mafia uccide solo d'estate
- I bastardi di Pizzofalcone
- Capri
- Il restauratore
- Il maresciallo Rocca
- Ho sposato uno sbirro
- Fuoriclasse
- Hudson & Rex (dal 2023)
- Mare fuori (solo marzo-aprile 2023)
- Volevo fare la rockstar
- Sei sorelle (dal 2024)

## Ascolti

### Share mensile di Rai Premium
Dati Auditel relativi al giorno medio mensile sul target individui 4+.
| Anno | Gen   | Feb   | Mar   | Apr   | Mag   | Giu   | Lug   | Ago   | Set   | Ott   | Nov   | Dic   | Media anno |
| ---- | ----- | ----- | ----- | ----- | ----- | ----- | ----- | ----- | ----- | ----- | ----- | ----- | ---------- |
| 2010 | 0,38% | 0,45% | 0,51% | 0,46% | 0,43% | 0,44% | 0,47% | 0,43% | 0,34% | 0,34% | 0,42% | 0,59% | 0,44%      |
| 2011 | 0,70% | 0,64% | 0,66% | 0,74% | 0,73% | 0,84% | 0,89% | 0,88% | 0,76% | 0,78% | 0,82% | 0,91% | 0,78%      |
| 2012 | 0,91% | 0,90% | 1,02% | 1,09% | 1,12% | 1,38% | 1,62% | 1,38% | 1,33% | 1,34% | 1,40% | 1,51% | 1,23%      |
| 2013 | 1,36% | 1,07% | 1,02% | 1,02% | 1,06% | 1,14% | 1,12% | 1,06% | 1,13% | 1,17% | 1,19% | 1,29% | 1,14%      |
| 2014 | 1,23% | 1,00% | 0,93% | 0,99% | 1,00% | 1,07% | 1,19% | 0,99% | 1,06% | 1,08% | 1,06% | 1,09% | 1,06%      |
| 2015 | 0,91% | 0,95% | 1,02% | 1,05% | 0,94% | 1,00% | 0,98% | 0,95% | 1,03% | 1,02% | 0,99% | 1,11% | 1,00%      |
| 2016 | 1,07% | 1,11% | 1,09% | 1,00% | 0,92% | 0,95% | 0,91% | 0,86% | 0,83% | 0,83% | 0,92% | 0,88% | 0,95%      |
| 2017 | 1,00% | 1,03% | 1,13% | 0,94% | 0,93% | 1,09% | 1,20% | 1,23% | 1,16% | 1,20% | 1,31% | 1,31% | 1,13%      |
| 2018 | 1,25% | 1,07% | 1,00% | 1,12% | 1,21% | 1,33% | 1,33% | 1,34% | 1,26% | 1,23% | 1,22% | 1,30% | 1,22%      |
| 2019 | 1,25% | 1,23% | 1,28% | 1,14% | 1,10% | 1,25% | 1,34% | 1,42% | 1,43% | 1,39% | 1,29% | 1,29% | 1,28%      |
| 2020 | 1,38% | 1,33% | 1,21% | 1,33% | 1,30% | 1,28% | 1,29% | 1,30% | 1,28% | 1,15% | 1,18% | 1,21% | 1,27%      |
| 2021 | 1,37% | 1,43% | 1,32% | 1,39% | 1,30% | 1,62% | 1,79% | 1,61% | 1,32% | 1,29% | 1,19% | 1,11% | 1,38%      |
| 2022 | 1,19% | 1,26% | 1,14% | 1,13% | 1,27% | 1,40% | 1,65% | 1,69% | 1,48% | 1,59% | 1,75% | 1,64% | 1,41%      |
| 2023 | 1,46% | 1,40% | 1,41% | 1,45% | 1,41% | 1,53% | 1,55% | 1,40% | 1,18% | 1,28% | 1,33% | 1,43% | 1,40%      |
| 2024 | 1,36% | 1,44% | 1,39% | 1,27% | 1,33% | 1,45% | 1,63% | 1,54% | 1,22% | 1,14% | 1,14% | 1,07% | 1,33%      |
| 2025 | 1,08% | 1,05% | 1,02% | 1,28% | 1,12% | 1,29% |       |       |       |       |       |       |            |

## Loghi

31 luglio 2003 - 17 maggio 2010
18 maggio 2010 - 9 aprile 2017
In uso dal 10 aprile 2017